# Zimnicea
Zimnicea è una città della Romania di 15 366 abitanti, ubicata nel distretto di Teleorman, nella regione storica della Muntenia.

## Storia
Nei pressi di Zimnicea sono state ritrovate le rovine di diverse antiche fortezze risalenti al periodo tra il IV secolo a.C. e il I secolo d.C.; la costruzione delle più antiche viene attribuita da alcuni studiosi alla necessità di difendersi dall'esercito di Lisimaco, generale di Alessandro Magno.
Il nome della città viene menzionato per la prima volta nel 1385 nel diario di viaggio di alcuni pellegrini di ritorno da Gerusalemme; i Bizantini chiamavano la località Demnitzikos e, in tempi successivi, Dzimnikes o Dzimnikos. 
Zimnicea conobbe un progressivo sviluppo nel Medioevo grazie alla sua posizione geografica, che ne faceva un importante mercato sulla strada che collegava l'Europa centrale alla Penisola balcanica.
Per un breve periodo, tra il 1837 e il 1838, la città è stata il capoluogo del distretto ma, essendo teatro di aspri contrasti tra i proprietari terrieri ed i mercanti, venne presto sostituita da Turnu Măgurele.
Zimnicea è stata diverse volte protagonista negli eventi bellici che hanno coinvolto la zona: durante la Guerra d'indipendenza della Romania (1877-78) fu la sede del quartier generale delle truppe russe che combattevano in Bulgaria contro l'Impero ottomano, mentre fu proprio qui che le truppe austroungariche attraversarono il Danubio durante la prima guerra mondiale.
La struttura attuale della città nacque dopo il terremoto che la danneggiò gravemente nel 1977, quando l'80% degli edifici venne distrutto sia dall'evento naturale che dall'opera di ricostruzione intrapresa dal regime comunista, che abbatté molti altri edifici nell'ottica di creare una città moderna interamente ex novo. L'operazione non venne però completata, sia per la carenza di fondi sia per la sopravvenuta rivoluzione del 1989, con il risultato che molti edifici non sono stati terminati ed alcune zone della città sono tuttora disabitate.

## Economia
Coinvolta come tutto il Paese dalla grave recessione seguita alla caduta del regime comunista, Zimnicea sta progressivamente sviluppando un tessuto industriale diversificato, pur rimanendo in buona parte legata all'attività agricola della zona, da cui dipendono le diverse industrie agroalimentari presenti; non mancano tuttavia altre attività industriali, nella siderurgia (produzione di tubi d'acciaio) e nel tessile.

## Amministrazione

### Gemellaggi
- Pieve Emanuele